# 少女鱼
少女魚，又稱金斑少女魚，為輻鰭魚綱鱸形目蝴蝶魚科的其中一種。

## 分布
本魚分布於印度太平洋區，包括馬來西亞、中國、日本、越南、泰國、菲律賓、印尼、新幾內亞、澳洲、帛琉、所羅門群島、東加等海域。

## 深度
水深3至60公尺。

## 特徵
本魚吻尖，但不延長管狀。體白色，具黑眼帶，體前端有2條褐色橫帶，它們在腹鰭上方合而為一，腹鰭黑色。另有一條顏色較淡且較寬的橫帶起自背鰭鰭條前半部延伸至臀鰭中央，尾柄及臀鰭各有一黑斑，背鰭和臀鰭具有藍邊。側線鱗片43至52枚，背鰭硬棘9枚、軟條28至30枚；臀鰭硬棘3枚、軟條19至21枚。體長可達15公分。

## 生態
本魚棲息在珊瑚礁或岩礁區，屬肉食性，以海綿和其他無脊椎動物為食，繁殖期時會成對出現。

## 經濟利用
為觀賞性魚類，不供食用。